# 小町とし子
小町 とし子（こまち としこ、1921年2月3日 - 1946年3月16日）は日本の女優。片岡仁左衛門一家殺害事件の被害者の一人。

## 略歴
1921年（大正10年）、東京市神田区に生まれる。父と兄が長唄の名取であったため幼時より長唄の手解きを受ける。さらに日本舞踊は藤間甚四郎に師事し、公演の舞台に立つことも度々であったという。1937年（昭和12年）、日活多摩川撮影所に入社すると、欧米旅行中であった原節子の代役として抜擢され、春原政久の『嫁ぎ行くまで』で主演を務める。
その後は専ら助演に回り、倉田文人の『若しも給料が上がったら』や伊賀山正徳の『今日の船出』などに出演。1940年（昭和15年）公開の『街の唱歌隊』を最後に退社し、同年に歌舞伎俳優の十二代 片岡仁左衛門と結婚したが、1946年（昭和21年）3月16日に仁左衛門らと共に自宅で殺害された（片岡仁左衛門一家殺害事件）。

## 出演作
- 嫁ぎ行くまで（春原政久、1937年3月25日） - 道子 役（主演）[3]
- 日月と共に（水ヶ江龍一、1937年4月23日） - 娘 役[6]
- 若しも給料が上がったら（倉田文人、1937年8月25日） - ウェートレスA 役[4]
- 制服を着た芸妓（春原政久、1937年10月7日） - 晋二の妹 役[7]
- 茶房の花々（春原政久、1938年6月1日） - マリ子 役[8]
- 姉ごころ（田口哲、1938年6月20日） - 豆子 役[9]
- 雲雀（島耕二、1939年3月15日） - 女給・きみ子 役[10]
- 妻の友情（伊賀山正徳、1939年3月22日） - 饅頭屋の娘 役[11]
- 純情の眸（春原政久、1939年5月18日） - 蔦枝 役[12]
- 今日の船出（伊賀山正徳、1939年12月15日） - 啓子 役[5]
- 街の唱歌隊（島耕二、1940年1月6日） - 時子 役[13]